# USS Cincinnati (SSN-693)
Za druga plovila z istim imenom glejte USS Cincinnati.
USS Cincinnati (SSN-693) je jedrska jurišna podmornica razreda los angeles.